# Oksana Kazakova
Oksana Borisovna Kazakova (in russo Оксана Борисовна Казакова?; Leningrado, 8 aprile 1975) è un'ex pattinatrice artistica su ghiaccio russa, specializzata nel pattinaggio artistico su ghiaccio a coppie.

## Palmarès
Coppie con Artur Dmitriev
CS: Champions Series (in seguito rinominate Grand Prix)
| International               | International | International | International |
| Evento                      | 1995–96       | 1996–97       | 1997–98       |
| --------------------------- | ------------- | ------------- | ------------- |
| Giochi olimpici invernali   |               |               | 1°            |
| Campionati mondiali         | 5°            | 3°            | R             |
| Campionati europei          | 1°            |               | 2°            |
| CS Finale                   |               | 2°            | 3°            |
| CS Cup of Russia            |               | 3°            |               |
| CS NHK Trophy               |               |               | R             |
| CS Skate America            | 5°            | 1°            |               |
| CS Skate Canada             |               |               | 1°            |
| CS Internationaux de France | 2°            | 1°            |               |
| Goodwill Games              |               |               | 2°            |
| Nazionali                   |               |               |               |
| Campionati russi            | 3°            | 4°            | 3°            |
| R = Ritirati                |               |               |               |

Coppie con Dmitri Sukhanov
| Internazionali       | Internazionali | Internazionali | Internazionali | Internazionali |
| Evento               | 1991–92        | 1992–93        | 1993–94        | 1994–95        |
| -------------------- | -------------- | -------------- | -------------- | -------------- |
| Campionati mondiali  |                | 15°            |                |                |
| Nations Cup          |                | 3°             |                | 2°             |
| NHK Trophy           |                |                | 4°             |                |
| Skate Canada         |                |                | 6°             |                |
| Czech Skate          |                |                |                | 2°             |
| Nazionali            |                |                |                |                |
| Campionati russi     |                | 4°             | 5°             | 4°             |
| Campionati sovietici | 4°             |                |                |                |

Coppie con Andrei Mokhov
| Evento              | 1990–91 |
| ------------------- | ------- |
| Campionati mondiali | 4°      |